# Осиновка (Казахстан)
Оси́новка (каз. Осинов) — село у складі Костанайського району Костанайської області Казахстану. Входить до складу Зарічного сільського округу.
Населення — 275 осіб (2021; 314 у 2009, 293 у 1999, 301 у 1989).